# Кунакбаев, Сабирзян Абдуллович
Сабирзя́н Абду́ллович Кунакба́ев (тат. Sabircan Ğabdulla uğlı Qunaqbayev, Сабирҗан Габдулла улы Кунакбаев; 29 декабря 1901, с. Улукулево Уфимской губернии, ныне Кармаскалинского района Башкортостана — 3 июля 1996, Уфа) — учёный-селекционер. Герой Социалистического Труда.

## Биография
Родился в многодетной  татарской крестьянской семье в 1901 году. В семье было три девочки и шесть мальчиков. Учился четыре года в начальном земском училище. Окончив его с отличием поступил учиться в медресе в Уфе.
Учился в медресе «Хакимия». Закончил в 1927 г. Московскую сельскохозяйственную академию им. К. А. Тимирязева.
В 1927—1927 годах работал в Башкирском Наркомате земледелия; в 1932—1955 гг — на Чишминской селекционной станции.
В 1956—1958 — заместитель директора по научной работе в Башкирском НИИ сельского хозяйства.
С 1958 заведующий лабораторией селекции и первичного семеноводства озимых культур Башкирского НИИ земледелия и селекции полевых культур.
Кунакбаев С. А. создал в Башкирской АССР научную школу селекционеров.
Скончался 3 июля 1996 года в г. Уфе.

## Звания
- Кандидат сельскохозяйственных наук (1950),
- заслуженный агроном РСФСР (1957),
- заслуженный деятель науки БАССР (1963),
- почётный академик АН РБ (1991).

## Награды
- Герой Социалистического Труда (1987);
- Орден Ленина (1987);
- Орден Октябрьской Революции (1981);
- Орден «Знак Почёта» (1966).

## Достижения
Короткостебельная неполегающая озимая рожь «Чулпан»; создание сортов гречихи «Чишминская» и «Демская», озимой пшеницы «Лютесценс-9» и озимой тритикале «Башкирское-1», всего 19 сортов.

## Память
АН РБ учредила премию его имени.
В 2010 году в Башкирском НИИ сельского хозяйства выведен сорт ржи «Памяти Кунакбаева».